# Morsang-sur-Orge
Morsang-sur-Orge är en kommun i departementet Essonne i regionen Île-de-France i norra Frankrike. Kommunen ligger i kantonen Morsang-sur-Orge som tillhör arrondissementet Évry. År 2022 hade Morsang-sur-Orge 21 161 invånare.

## Befolkningsutveckling
Antalet invånare i kommunen Morsang-sur-Orge
| Referens: INSEE |